# NGC 7676
NGC 7676 (również PGC 71564) – galaktyka eliptyczna (E-S0), znajdująca się w gwiazdozbiorze Tukana. Odkrył ją John Herschel 28 października 1834 roku.